# Superior Tribunal Militar
O Superior Tribunal Militar (STM) é um órgão da Justiça Militar do Brasil, composto de quinze ministros vitalícios, nomeados pelo presidente da República, após aprovação pelo Senado Federal. Dos quinze integrantes, três são escolhidos dentre oficiais-generais da Marinha, quatro dentre oficiais-generais do Exército, três dentre oficiais-generais da Aeronáutica — todos da ativa e do posto mais elevado da carreira — e cinco dentre civis.
Os ministros civis são escolhidos pelo presidente da República dentre brasileiros maiores de trinta e cinco anos e menores de setenta anos, sendo três dentre advogados de notório saber jurídico e conduta ilibada, com mais de dez anos de efetiva atividade profissional, e dois, por escolha paritária, dentre juízes auditores da Justiça Militar e membros do Ministério Público Militar.
O STM tem por competência julgar as apelações e os recursos das decisões dos juízes de primeiro grau, conforme o artigo 124 da Constituição Federal. No âmbito estadual, pode ser criada a Justiça Militar estadual, constituída em primeiro grau, pelos juízes de direito e Conselhos de Justiça e, em segundo grau, pelo próprio Tribunal de Justiça, ou por Tribunais de Justiça Militar nos estados, cujo efetivo militar seja superior a vinte mil integrantes, conforme o artigo 125, 3.º parágrafo da Constituição Federal.
A atual presidente é Maria Elizabeth Guimarães Teixeira Rocha, e o vice-presidente é Francisco Joseli Parente Camelo, desde 12 de março de 2025. Esta é a primeira vez que o tribunal é presidido por uma mulher, que já comandou o STM no biênio 2013–2015, quando era vice-presidente e foi empossada para terminar o mandato na presidência, em função da aposentadoria do ex-ministro Raymundo Nonato de Cerqueira Filho.

## História
O primeiro tribunal militar no Brasil foi criado em 1º de abril de 1808, pelo regente D. João, e chamado Conselho Supremo Militar e de Justiça, sendo, assim, o mais antigo tribunal superior do país.
Em 1891 foi organizado o Supremo Tribunal Militar, com as mesmas competências do extinto Conselho Supremo Militar e composto por quinze ministros (quatro da Marinha, oito do Exército e três togados, presididos pelo oficial-general mais graduado entre estes). Em 1946 teve alterado o nome para Superior Tribunal Militar.
No início de 2014, o CNJ (Conselho Nacional de Justiça) criou uma comissão composta por juristas, magistrados, conselheiros e sociedade civil para discutir uma reestruturação da Justiça Militar no Brasil. Segundo o CNJ, a Justiça Militar deveria ser vista como os outros ramos da Justiça, pois integra o Poder Judiciário do Brasil, assim como o Sistema de Justiça Criminal. Segundo a conselheira do CNJ e presidente da comissão, Luiza Cristina Fonseca Frischeisen, a Justiça Militar poderia atuar de forma especializada e exclusiva, ou adotar um rito de sentença em uma vara específica. A comissão foi formada para discutir competência, estrutura, e orçamento.
Para a então vice-presidente do STM, ministra Maria Elizabeth Rocha, a extinção da Justiça Militar prejudicaria a estabilidade do regime jurídico. Para a ministra, a Justiça Militar funciona com agilidade, além de ter um efeito disciplinador entre os militares.
O relatório final da comissão foi oficializado pela Portaria nº 216, de
29 de novembro de 2014.

### Áudios sobre tortura

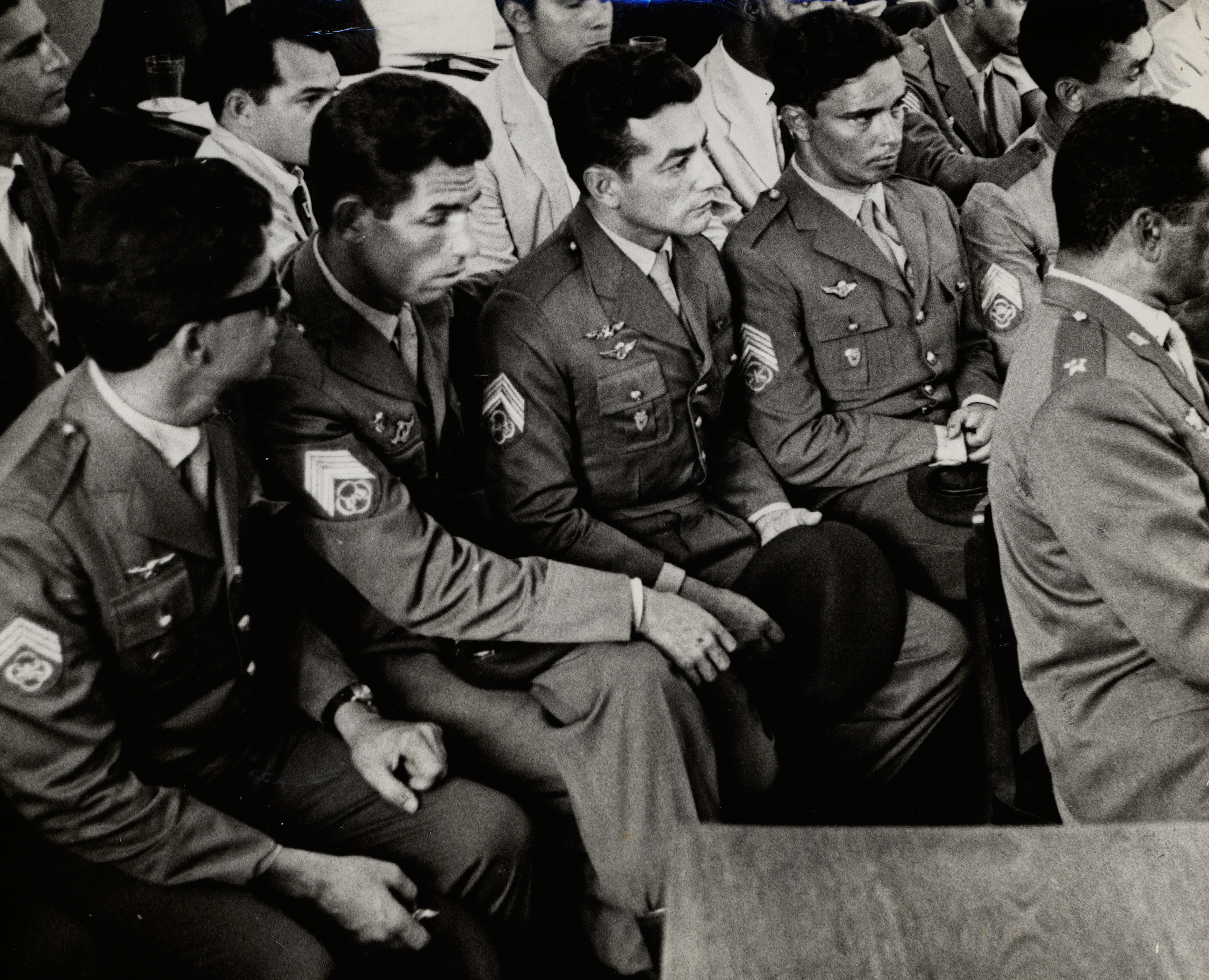
Julgamento de paraquedistas, em 1965

Os áudios do Superior Tribunal Militar referem-se a um conjunto de cerca de 10 mil horas de gravações das sessões do referido tribunal brasileiro, abarcando os anos de 1975 e 1985, período no qual o país vivia uma ditadura militar. Em 2006, o advogado Fernando Augusto Fernandes pediu acesso ao material, mas à época o STM se recusou a fornecer. O advogado acionou então o Supremo Tribunal Federal (STF) e, em 2011, a ministra Cármen Lúcia ordenou que o material fosse fornecido. Contudo, a ordem foi cumprida apenas quando o Plenário do STF acompanhou o voto da ministra.
Os áudios revisitaram em abril de 2022 pela jornalista Miriam Leitão, do jornal O Globo. O historiador Carlos Fico explicou durante uma entrevista, que tem analisado os áudios desde 2018, mas decidiu entregá-los à jornalista, após o deputado federal Eduardo Bolsonaro duvidar da tortura sofrida por ela no período da ditadura militar. O deputado chegou a ironizar a tortura sofrida pela jornalista, compartilhando uma imagem de um texto publicado por ela na sua coluna e escrevendo em seguida: "Ainda com pena da [emoji de cobra]". Miriam Leitão foi presa e torturada enquanto estava grávida e, durante as sessões de tortura, foi deixada nua numa sala escura com uma cobra.
O presidente da Comissão de Direitos Humanos, senador Humberto Costa (PT-PE), disse que iria pedir acesso aos áudios, e que "a Comissão Nacional da Verdade foi um grande passo", mas que "havia muito trabalho a ser feito sobre o período histórico". As forças armadas reagiram com indiferença, argumentando que na época o Brasil vivia um conflito e ambos os lados cometeram excesso. O então vice-presidente Hamilton Mourão riu sob a possibilidade de investigação das torturas, dizendo que os envolvidos já estão mortos. Em resposta, Miriam Leitão afirmou que a investigação é importante justamente devido ao deboche feito sobre os casos.

## Composição
São os membros atuais do Superior Tribunal Militar:
| Nome                             | Nascimento                        | Posse no Tribunal | Vaga        | Indicação presidencial    | Observações                                                 |
| -------------------------------- | --------------------------------- | ----------------- | ----------- | ------------------------- | ----------------------------------------------------------- |
| José Coêlho Ferreira             | 11 de abril de 1950 (74 anos)     | 11/09/2001        | Civil       | Fernando Henrique Cardoso | Vice-presidente (2023–2025)                                 |
| Maria Elizabeth Rocha            | 29 de janeiro de 1960 (65 anos)   | 27/03/2007        | Civil       | Luiz Inácio Lula da Silva | Presidente eleita (biênio 2025–2027)                        |
| Artur Vidigal de Oliveira        | 6 de outubro de 1960 (64 anos)    | 11/05/2010        | Civil       | Luiz Inácio Lula da Silva |                                                             |
| Lúcio Mário de Barros Góes       | 22 de dezembro de 1949 (75 anos)  | 05/12/2012        | Exército    | Dilma Rousseff            |                                                             |
| José Barroso Filho               | 15 de fevereiro de 1967 (58 anos) | 10/04/2014        | Civil       | Dilma Rousseff            |                                                             |
| Odilson Sampaio Benzi            | 20 de novembro de 1950 (74 anos)  | 17/07/2014        | Exército    | Dilma Rousseff            |                                                             |
| Francisco Joseli Parente Camelo  | 25 de abril de 1953 (71 anos)     | 07/05/2015        | Aeronáutica | Dilma Rousseff            | Presidente (2023–2025) e vice-presidente eleito (2025–2027) |
| Marco Antônio de Farias          | 25 de outubro de 1950 (74 anos)   | 16/03/2016        | Exército    | Dilma Rousseff            |                                                             |
| Péricles Aurélio Lima de Queiroz | 25 de fevereiro de 1955 (70 anos) | 01/06/2016        | Civil       | Dilma Rousseff            |                                                             |
| Carlos Vuyk de Aquino            | 8 de maio de 1956 (68 anos)       | 27/11/2018        | Aeronáutica | Michel Temer              |                                                             |
| Leonardo Puntel                  | 27 de novembro de 1958 (66 anos)  | 02/10/2020        | Marinha     | Jair Bolsonaro            |                                                             |
| Celso Luiz Nazareth              | 7 de abril de 1957 (67 anos)      | 02/10/2020        | Marinha     | Jair Bolsonaro            |                                                             |
| Carlos Augusto Amaral Oliveira   | 13 de maio de 1960 (64 anos)      | 19/10/2020        | Aeronáutica | Jair Bolsonaro            |                                                             |
| Cláudio Portugal de Viveiros     | 2 de fevereiro de 1959 (66 anos)  | 05/08/2021        | Marinha     | Jair Bolsonaro            |                                                             |
| Lourival Carvalho Silva          | 10 de dezembro de 1958 (66 anos)  | 17/08/2022        | Exército    | Jair Bolsonaro            |                                                             |
| Guido Amin Naves                 | 08 de junho de 1962 (62 anos)     | 24/02/2025        | Exército    | Luiz Inácio Lula da Silva |                                                             |

Próximas aposentadorias (por idade)
- José Coêlho Ferreira, em 11 de abril de 2025
- Marco Antônio de Farias, em 25 de outubro de 2025
- Odilson Sampaio Benzi, em 20 de novembro de 2025

## Símbolos institucionais
O estandarte atual foi criado em sessão realizada em 31 de janeiro de 1958 e oficializado pelo decreto federal n.º 44 722 de 21 de outubro de 1958. A identidade visual atual do STM foi instituída no dia 18 de maio de 2022 pela resolução n.º 310.